# Sankt Johann im Walde
Sankt Johann im Walde je obec v Rakousku ve spolkové zemi Tyrolsko v okrese Lienz.
Žije zde 296 obyvatel (1. 1. 2011).